# La Nopalera, San Felipe Tejalápam
La Nopalera är en ort i Mexiko.   Den ligger i kommunen San Felipe Tejalápam och delstaten Oaxaca, i den sydöstra delen av landet, 400 km sydost om huvudstaden Mexico City. La Nopalera ligger 1 767 meter över havet och antalet invånare är 116.
Terrängen runt La Nopalera är varierad. Runt La Nopalera är det ganska tätbefolkat, med 230 invånare per kvadratkilometer. Närmaste större samhälle är Oaxaca de Juárez, 16,6 km öster om La Nopalera. Trakten runt La Nopalera består i huvudsak av gräsmarker.